# Mujeres en el exilio durante la España franquista
Las mujeres que tuvieron que exiliarse durante la España franquista lo hicieron por haber estado en el bando “equivocado” durante la guerra civil española. La represión tras las líneas nacionalistas durante la guerra y los años inmediatamente posteriores dejó a muchas mujeres políticamente activas con pocas opciones más que irse o enfrentarse a la muerte. Se desconoce el número total exacto de mujeres asesinadas, huidas o desaparecidas, ya que sólo cabe hacer estimaciones.
Entre aquellas que habían sido políticamente activas, algunas de ellas continuaron oponiéndose al régimen desde el exilio. Es el caso de militantes republicanos en general, que a veces se coordinaban entre sí, y cabe mencionar también a la organización anarcofeminista Mujeres Libres. A diferencia de otros grupos, la mayoría de las militantes sólo se activó durante la guerra, estando menos activas políticamente durante el exilio y sólo hubo un resurgimiento a mediados de los años 1960. El Partido Comunista de España (PCE) fue el grupo político más activo tanto dentro como fuera de España. La Unión de Mujeres Antifascistas Españolas (UMAE) del PCE atrajo a un gran número de exiliadas españolas políticamente activas. No se trataba de liberar a las mujeres como parte de una agenda más amplia, sino que imponían normas de género estrictas.
Mujeres del Partido Socialista Obrero Español (PSOE) también fueron a México, y cuatro de las cinco diputadas del PSOE durante la Segunda República, Veneranda García Manzano, Matilde de la Torre, Julia Álvarez Resano y Margarita Nelken, se exiliaron en México. Las mujeres ganaron posiciones de liderazgo en el exilio, tanto en grupos en México como en Francia. Algunas regresaron y fueron elegidas como diputadas para las Cortes. Las mujeres que habían participado en el POUM también se exiliaron, siendo Micaela Feldman de Etchebéhère la más notable de ellas. El grupo se reformaría después de la Segunda Guerra Mundial, pero se disolvería nuevamente a mediados de la década de 1950 con María Teresa Carbonell, esposa del último presidente del POUM, Wilebaldo Solano, ayudando a fundar la Fundació Andreu Nin para mantener vivo el legado del grupo. Los vascos también fueron objeto de represión en la España franquista. Las mujeres del Partido Nacionalista Vasco también se exiliaron, y muchas de ellas colaboraron en obras de caridad, actividades religiosas y esfuerzos de propaganda. También trabajaron para preservar la cultura y la lengua vascas en el exilio. Algunas regresarían del exilio tras la muerte de Franco en 1975.

## Marcha hacia el exilio
Como consecuencia de la guerra civil española, más de un millón de españoles murieron, otro millón se vieron obligados a exiliarse y un número desconocido desapareció. La dictadura de Franco siguió llevando a cabo represalias originadas con relación a la Guerra Civil hasta el final de la Segunda Guerra Mundial, y se estima que unas 200.000 personas fueron ejecutadas por el régimen o murieron en prisión en ese período por sus presuntos vínculos republicanos. Adolf Hitler brindó apoyo a Franco durante la guerra civil española.
Tras el colapso de la República en 1938 y el establecimiento del reconocimiento del gobierno nacionalista en febrero de 1939, muchas mujeres partieron al exilio. Las mujeres en los campos de refugiados en Francia a menudo se encontraban en condiciones precarias. Las mujeres embarazadas no contaban con instalaciones suficientes y adecuadas para dar a luz. La trabajadora humanitaria suiza Elizabeth Eidenbenz llegó a los campos de la frontera en diciembre de 1939 y de inmediato comenzó a mejorar los servicios de maternidad. En el período comprendido entre diciembre de 1939 y febrero de 1944, en las instalaciones que ella ayudó a establecer nacieron 597 mujeres españolas, polacas y judías. Eidenbenz ayudó a muchas mujeres a conseguir documentos y visas para ellas y sus hijos. A pesar de la mejora de las instalaciones, seguían siendo limitadas, sin que se pudieran llevar a cabo muchos procesos, como por ejemplo cesáreas. Como consecuencia de ello, las tasas de mortalidad infantil se mantuvieron elevadas y muchos recién nacidos morían a las pocas semanas de nacer.
Las mujeres que permanecieron en España fueron objeto de represalias económicas por parte del régimen. En Galicia, alrededor de 14.600 personas fueron víctimas de estas represalias. La exalcaldesa republicana de La Gudiña, en Orense, Florinda Ortega Pérez, fue una de esas víctimas. El Gobierno le confiscó su negocio y todos sus bienes y le impuso una multa de 10.000 pesetas. Esto la llevó a la ruina y la obligó a exiliarse.

## Grupos de exiliadas

### Militantes republicanas
La mayor parte de la resistencia en España durante el primer período franquista fue resultado de las guerrillas, que coordinaban sus actividades en el interior tanto con militantes políticos en el exilio como con militantes en prisión. La mayoría de las mujeres militantes españolas que permanecieron en el país estaban en prisión o habían pasado a la clandestinidad, donde sirvieron como figuras importantes en la coordinación de actividades entre los tres grupos. En este caso, las cárceles resultaron ser valiosas para muchas mujeres militantes, ya que les permitían reconstruir sus redes activistas o crear redes nuevas. También fueron una de las mayores fuentes de resistencia femenina al régimen franquista, que ejercían a diario tras los muros de la prisión.
PSOE, UGT, PCE, CNT, Juventudes Socialistas de España (JSE), Movimiento Libertario Español (MLE) y el Movimiento Socialista de Cataluña (MSC) continuaron su lucha en el exilio. Entre 1944 y 1960, la ciudad francesa de Toulouse sirvió como importante centro editorial para muchas de estas organizaciones en el exilio. La propia ciudad de Toulouse vería a unos 40.000 exiliados de estos grupos establecerse permanentemente en la ciudad.

### Mujeres Libres
El grupo de mujeres Mujeres Libres, alineado con la CNT, vio a la mayor parte de sus dirigentes huir al exilio en el extranjero con la notable excepción de Lucía Sánchez Saomil, que se exilió en el interior. Mujeres Libres desapareció de la escena durante el primer franquismo. Esto se debió en gran medida a que la mayoría de las mujeres involucradas no habían participado en actividades militantes antes del inicio de la Guerra Civil. Por ejemplo, Sara Berenguer fue una miliciana afiliada a la CNT en la guerra civil española. La poeta se vio obligada a exiliarse en Francia después de la guerra, donde escribió sobre sus experiencias y las de otras mujeres que lucharon con ella. En 1964, las exiliadas españolas comenzaron a publicar nuevamente Mujeres Libres.

### Partido Comunista de España
El Partido Comunista de España se convirtió en la organización política clandestina dominante en España tras el final de la Guerra Civil. Mantendría esta posición hasta que tras la muerte de Franco fue sustituido por el PSOE. Las mujeres participaban en el partido, ayudando a organizar la resistencia armada encubierta, desempeñando funciones de liderazgo y poniendo en contacto a los líderes políticos en el exilio con aquellos activos sobre el terreno en España.
Durante la última parte de la guerra y al concluirla, algunas mujeres del POUM fueron obligadas a hacer confesiones falsas en los tribunales de Moscú y luego enviadas a prisiones soviéticas. Su mayor delito fue ser trotskistas.
La Unión de Mujeres Antifascistas Españolas (UMAE), alineada con el PCE, atrajo a un gran número de exiliadas españolas en Francia en el período inmediato de posguerra. Se enfrentó a grandes problemas para reclutar miembros en el interior. El grupo publicaba en Francia una revista llamada Noticias del interior, en la que se abordaban las actividades de las mujeres de la UMAE que trabajaban en el interior y los manifiestos escritos por estas militantes. En París, a mediados de la década de 1940, la UMAE se esforzó por dejar claro que las mujeres podían participar en la organización y al mismo tiempo continuar con todo su trabajo doméstico. El PCE no quería asustar a las mujeres más tradicionales centrando demasiado la organización en actividades militantes masculinas. Además, también querían ampliar su base de apoyo para incluir a tradicionalistas y mujeres católicas que apoyaban firmemente los roles de género tradicionales españoles. Las actividades que se reservaban a las mujeres eran las de asistencia a los prisioneros, recaudación de fondos, la protección de los niños, la adquisición de ropa para distribuirla entre otros exiliados necesitados y el abastecimiento de bocadillos para los eventos del partido PCE. Neus Catalá e Irene Falcón estuvieron involucradas en el PCE en el exterior en la década de 1940.

### Partido Socialista Obrero Español
Tras el final de la guerra civil española, la dirección del PSOE se exilió y se reconstituyó en el extranjero, con su dirección localizada en gran medida en Francia. Dentro de España, el PSOE se redujo a unos pocos militantes, radicados principalmente en el País Vasco y en bastiones de la UGT en Asturias.
Las mujeres socialistas también se exiliaron durante y después de la guerra civil española. Orán, en Argelia, recibió a unos 7.000 miembros del PSOE y la UGT que huyeron al exilio como consecuencia de la guerra civil española. Selina Asenjo Fueyo, militante de la UGT y del PSOE, se exilió en Argentina después de 12 años en Francia. María Lejárraga también pasó tiempo en el exilio en muchos países europeos y sudamericanos. Las mujeres socialistas españolas en general encontraron en México el lugar en el que se sentían más bienvenidas. Cuatro de las cinco diputadas republicanas del PSOE acabaron exiliadas en México. Entre estas mujeres se encontraban Veneranda García Manzano, Matilde de la Torre, Julia Álvarez Resano y Margarita Nelken.
En 1943, Claudina García Pérez fue invitada a servir en la Comisión Ejecutiva del Interior. También formó parte de la Primera y Segunda Comisiones Ejecutivas del PSOE durante el mismo periodo. El gobierno de Franco la espió y la persiguió con la intención de detenerla. García Pérez luego huyó al exilio a través de Francia en diciembre de 1946. García Pérez actuó como secretaria de la sección femenina del PSOE durante la Conferencia Internacional Socialista de Zúrich en junio de 1947. Posteriormente se trasladó a México en febrero de 1948.
Durante el primer periodo franquista, tanto el PSOE como la UGT estuvieron prácticamente ausentes de los puestos de liderazgo. La única mujer socialista en la dirección del PSOE fue Carmen Maestre Martín, y de hecho formó parte del comité ejecutivo de la Junta de Liberación Española (JEL), que no se fundó hasta febrero de 1943. El 30 de enero de 1944 fue nombrada miembro de la Sección de Trabajo, Previsión, Asistencia y Sanidad del Consejo Técnico de la JLE. Matilde de la Torre y Julia Álvarez Resano habían sido expulsadas del PSOE en 1946, y como resultado de ello pasaron a ser irrelevantes políticamente. Dolores Arizaga se exilió en Francia tras el final de la guerra civil española. Sería representante de la Sección de Tarbes (Altos Pirineos) en el II Congreso del PSOE en el exilio en 1946. Carmen García Bloise se unió al movimiento socialista como hija de un exiliado español del PSOE en París en 1948 cuando se unió a las Juventudes Socialistas.
Purificación Tomás, miembro de la Agrupación de Socialistas Asturianos en México, jugó un papel importante entre las mujeres socialistas en México en las décadas de 1940 y 1950. Estuvo afiliada al grupo de exilio Círculo Pablo Iglesias, vinculado a la UGT. En 1942, los grupos republicanos españoles en el exilio se reunieron en México, formando la Unión Democrática Española (UDE). Entre los partidos y sindicatos participantes cabe mencionar al PSOE, UGT, Izquierda Republicana (IR), Unión Republicana (UR), Partido Republicano Federal (PRF), Unió de Rabassaires y Aliança Nacional de Catalunya (ANC). El Partido Comunista Española (PCE) fue excluido porque los comunistas habían caído en desgracia tras el final de la guerra civil española.
PSOE, UGT, PCE, la Confederación Nacional del Trabajo (CNT), las Juventudes Socialistas de España (JSE), el Movimiento Libertario Español (MLE) y el Movimiento Socialista de Cataluña (MSC) continuaron su lucha en el exilio. Entre 1944 y 1960, la ciudad francesa de Toulouse se reveló como un importante centro editorial para muchas de estas organizaciones en el exilio. La propia ciudad de Toulouse vería a unos 40.000 exiliados de estos grupos establecerse de forma permanente en la ciudad.
Durante la década de 1960 en México, Purificación Tomás jugó un papel destacado entre las mujeres socialistas exiliadas. Fue la encargada de organizar el IX Congreso del PSOE en México en 1964. Purificación Tomás creó el Secretariado Femenino, con el objetivo de integrar las cuestiones de las mujeres en el movimiento socialista español más amplio. Estableció y mantuvo contactos con la Internacional Socialista de Mujeres.
Carmen García Bloise representó a la Sección de París en el XI Congreso del PSOE en 1970 y 1972. Entre 1970 y 1972, Carmen García Bloise fue miembro suplente del Comité Directivo del PSOE en el exilio por su cargo en la zona 6 (Seiene). García Bloise sería nombrada secretaria de la Formación del Militante por el nuevo comité del PSOE tras el XII Congreso del PSOE en el que finalmente el interior llegó al poder. Palmira Pla Pechovierto regresó del exilio venezolano a finales de la década de 1970. Ella se involucró inmediatamente con el PSOE en Castellón, y llegó a representar a la zona en la Legislatura Constitucional de España de 1977.

### Partido Obrero de Unificación Marxista
La mayor parte de los dirigentes del POUM estuvieron en prisiones republicanas en Barcelona hacia el final de la Guerra Civil, a manos del PCE, que seguía instrucciones de la Unión Soviética. Algunos lograron escapar al exilio en Francia, pero muchos de ellos quedaron atrapados en campos de concentración. Más tarde, fueron acusados de oponerse al gobierno francés y algunos fueron enviados a campos de concentración alemanes. Tras el final de la Segunda Guerra Mundial, el POUM se constituyó legalmente en el extranjero. El Combatiente Rojo fue publicado por el POUM a partir de 1939. Fue una de las varias publicaciones producidas por militantes del POUM en la década posterior a la Guerra Civil.
Mika Etchebéhère fue una militante del POUM que se exilió en Argentina después de la guerra. En una carta a amigos en Estados Unidos, hablaba sobre sus experiencias: «A veces me parece que mientras la vida sea este terrible atolladero que nos ahoga, por muchos esfuerzos que hagamos para intentar vivir con normalidad, no servirán de nada. Vivir, aferrarnos a la luz, disfrutar del sol, comer a diario, leer libros… hasta qué punto todo esto parece deseado, forzado. En el fondo, sientes que no vives, que vegetas, que flotas». En otra carta, decía: «Los seres que más amo han muerto o están ausentes, y veo esta extraña realidad: vivo cada vez más alejada de los seres que me rodean y me refugio en los recuerdos, en el pasado. No encuentro mi lugar en la realidad. Estoy constantemente angustiada, herida. Seres y cosas que antes soportaba perfectamente, ahora me ponen nerviosa y me exasperan hasta el punto de creerme gravemente enferma de nervios. El esfuerzo que hago por superarme me agota, y termino encerrándome en libros y recuerdos. En fin, últimamente no valgo mucho. Sin embargo, espero que algún día mejore». Otras militantes del POUM en el exilio expresaron sentimientos similares de aislamiento y desgarramiento interior. 
María Teresa Carbonell se casó con el último presidente del POUM, Wilebaldo Solano, en los años cincuenta. Ella le ayudó a dirigir la sede del POUM en Toulouse. Posteriormente también trabajó con él en la constitución de la Fundació Andreu Nin, cuyo objetivo era mantener vivo el legado del POUM.

### Partido Nacionalista Vasco
La sección femenina del PNV, Emakume Abertzale Batza, fue creada en abril de 1922 en Bilbao y clausurada en septiembre del año siguiente. Se reestableció el 23 de junio de 1931. Tras la guerra, la mayoría de sus miembros se vieron obligadas a exiliarse en Francia, Bélgica, Inglaterra y Cataluña, donde la organización se reconstituyó y ya nunca regresaría a España. Muchas mujeres de Emakume Abertzale Batza se distinguían de otras republicanas por ser católicas y celebrar misa en campos de refugiados. Su primera junta en el exilio estuvo integrada por la presidenta Concepción de Azaola, la vicepresidenta María Teresa Salcedo, la secretaria Ángeles Zuazagoitia, la vicesecretaria Martina Bernal de Azurmendi, la tesorera Garbiñe de Urresti, la vicetesorera María Elosua de Irizar y los vocales Álava de Miremón, María Olondo de Etxebarria, Miren Irujo y Miren de Guerricagoitia.
El grupo francés participó en obras de caridad, actividades de culto y propaganda. También animaban a otros vascos a suscribirse a las publicaciones del PNV. Las mujeres construyeron dos capillas en los hospitales de los campos de refugiados. También organizaron un curso de euskera. Intentaron ayudar a otras mujeres vascas a encontrar alojamiento en Cataluña. Proporcionaron redes de correo para actividades clandestinas del PNV.
Las mujeres vascas del PNV exiliadas en Argentina crearon una rama de la organización el 16 de agosto de 1938 llamada Acción Nacionalista Vasca. Entre las mujeres que participaron en la organización inicial del grupo se encontraban Amelia Arteche de Jáuregui, Amelia G. De Menchaca, María Begoña de Orbea como Tesorera y Angelita de Bilbao, Arantzazu de Barrena, Ikerne de Kortazar, Antonia de Amorrortu y Miren de Muxika. Su objetivo era mantener viva la cultura y la lengua vasca entre los exiliados en el país.
Garbiñe Urresti fue otra integrante de Emakume Abertzale Batza que trabajó como enfermera durante la Guerra Civil. Finalmente abandonó España y se exilió en Caracas, Venezuela, donde fue miembro de la Junta Extraterritorial del PNV y del STV. Se unió a instituciones culturales vascas locales y las creó en la ciudad, y fue codirectora de una estación de radio en lengua vasca. Julene Azpeitia era una profesora vinculada al PNV antes de la Guerra Civil. Huyó de España después de la guerra, pero regresó en 1947, aceptando un trabajo como profesora en una escuela de la Diputación Provincial de Bilbao. El régimen la condenó a prisión en 1949 y salió en libertad en 1952.
Itziar Mujika Irastorza había sido miembro y secretaria del Emakume Abertzale Batza antes de la guerra civil española. Durante la guerra, viajó a Francia, donde se involucró con el Servicio de Información de la Resistencia Vasca Francófona, ayudando a enviar mensajes clandestinos a personas en prisión. Fue condenada a muerte en 1941, condena que al año siguiente fue conmutada por 30 años de prisión, y en 1944 se acordó liberarla si aceptaba exiliarse.
Garbiñe Urresti regresó del exilio en Venezuela tras la muerte de Franco y dirigió una emisora de radio clandestina en euskera. Trabajaba en la preparación de programas e información para salir en el aire. También fue conocida por aparecer en antena.

## Maternidad
Las madres republicanas en el extranjero abordaron el problema de ser blanco específico del régimen franquista creando la Unión de Mujeres Españolas (UME) en Francia. El propósito de la organización era legitimar la actividad política de las madres como parte de los esfuerzos más amplios de "conciencia femenina". La UME publicaba una revista llamada Mujeres Antifascistas Españolas. La publicación servía de vínculo entre las mujeres republicanas en el exilio con las que estaban en España, incluidas algunas que estaban en prisión. La publicación ponía en valor el papel de las mujeres como combatientes de primera línea y llegó a sugerir que el papel especial de la maternidad hacía que sus voces fueran más valiosas a la hora de hablar abiertamente contra los problemas del régimen de Franco. Esta idea contrastaba con las creencias de las mujeres comunistas españolas en el exilio, que consideraban que las madres en este período debían pasar a un segundo plano y desempeñar roles que apoyaran a las mujeres y hombres solteros que podrían ser más visibles en la lucha contra Franco. Las comunistas compartían una visión tradicional de la maternidad defendida por Franco.